# A köztisztviselők és kormánytisztviselők napja
A köztisztviselők és kormánytisztviselők napja (korábbi nevén a köztisztviselők napja) minden év július 1-jén megtartott ünnepnap Magyarországon. 1992-ben ezen a napon lépett életbe a köztisztviselők jogállásáról szóló 1992. évi XXIII. törvény, ennek emlékére négy évvel később, 1996-ban a Magyar Köztisztviselők és Közalkalmazottak Szakszervezete kezdeményezte, hogy Magyarország területén július 1-jén ünnepnapot tartsanak. Az ünnepet 1997-ben tartották meg első alkalommal, ekkor még a köztisztviselők napja név alatt. 2001-ben munkaszüneti nappá nyilvánították. 2011. június 20-án az Országgyűlés úgy határozott, hogy július 1-je a kormánytisztviselők napja is legyen, így ekkortól kezdve az ünnep neve a köztisztviselők és kormánytisztviselők napja lett. 2016-ig munkaszüneti nap volt a kormánytisztviselők, az ügykezelők és a közhivatalokban dolgozó fizikai alkalmazottak számára.
2017. január 1-jén lépett hatályba a közszolgálati tisztviselőkről szóló 2011. évi CXCIX. törvény módosítása (2016. évi CLXXX. törvény 3. §), amely alapján a Közszolgálati Tisztviselők napja, július 1-je, már nem munkaszüneti nap. 